# Iskon
Iskon je hrvatska ICT tvrtka koja se bavi pružanjem usluga koje se temelje na širokopojasnom (broadband) pristupu Internetu, sa sjedištem u Zagrebu. Osim pristupa Internetu, Iskon omogućava i usluge telefonije i digitalne televizije (IPTV), te praćenje TV sadržaja putem mobilnih uređaja.
Tvrtka posluje kao samostalno trgovačko društvo u potpunom vlasništvu tvrtke T-HT.

## Ustroj i povijest
Iskon je u Čakovcu 1997. godine osnovao Damir Sabol. Krajem 1999. američka tvrtka Adriatic Net Investors uložila je znatna sredstva u Iskon nakon čega je promijenjena vlasnička struktura tvrtke, a sjedište je premješteno u Zagreb. Godine 2000. Iskon je ponovo ojačan stranim ulaganjem Dresdner Kleinwort Benson Private Equitya. Iste godine Iskon kupuje tvrtku Klik Multimedia i pokreće vlastiti portal koji vrlo brzo postaje najposjećeniji hrvatski portal. 30. svibnja 2006. godine transakcijom vrijednom 13,7 milijuna eura, Iskon tada sa 111 stalno zaposlenih, prelazi u 100 postotno vlasništvo T-Hrvatskog Telekoma, dok je Iskon portal prije zaključenja kupnje izdvojen u zasebnu tvrtku te nije bio predmetom preuzimanja T-HT-a. Akvizicija Iskona pokazala se uspješnom s obzirom na to da je Iskon i nakon preuzimanja nastavio djelovati samostalno kao tvrtka koja nudi širokopojasne telekomunikacijske usluge pod vlastitim imenom i kao takav nastavio rasti u svim segmentima poslovanja. Od male obiteljske tvrtke Iskon se razvio u tvrtku koja danas u stalnom radnom odnosu zapošljava više od 160 osoba čija je prosječna starost 32 godine.

## Usluge i dostupnost
Iskon putem vlastite infrastrukture (ULL) pruža usluge na području Zagreba, Splita, Dubrovnika, Rijeke, Pule, Osijeka, Velike Gorice, Samobora, Opatije i Solina, dok je putem T-com linije (bitstream) dostupan u cijeloj Hrvatskoj.
Iskon nudi usluge pristupa Internetu, digitalne televizije (IPTV) i fiksne telefonije, kako za privatne, tako i za poslovne korisnike (pri čemu posebnu pažnju pridaje malim i srednjim poslovnim tvrtkama.)
Iskon je 2011. prvi u Hrvatskoj ponudio uslugu praćenja televizijskih kanala putem mobilnih uređaja predstavivši uslugu Iskon.TV player.
U suradnji s CARNet-om, Iskon svim učenicima, studentima i profesorima u hrvatskim obrazovnim ustanovama nudi povoljnije cijene svojih usluga.

## Sponzorstva
Iskon je službeni sponzor i pružatelj internetske usluge Hrvatskog nogometnog saveza i sponzor Hrvatskog Akademskog Stolnoteniskog Kluba Mladost Iskon. Osim toga, Iskon podržava ATP Zagreb Indoors i Zagreb Open teniske turnire, Motovunski film festival i Festival svjetskog kazališta Zagreb.

## Vanjske poveznice
- Službene stranice